# 무뎅

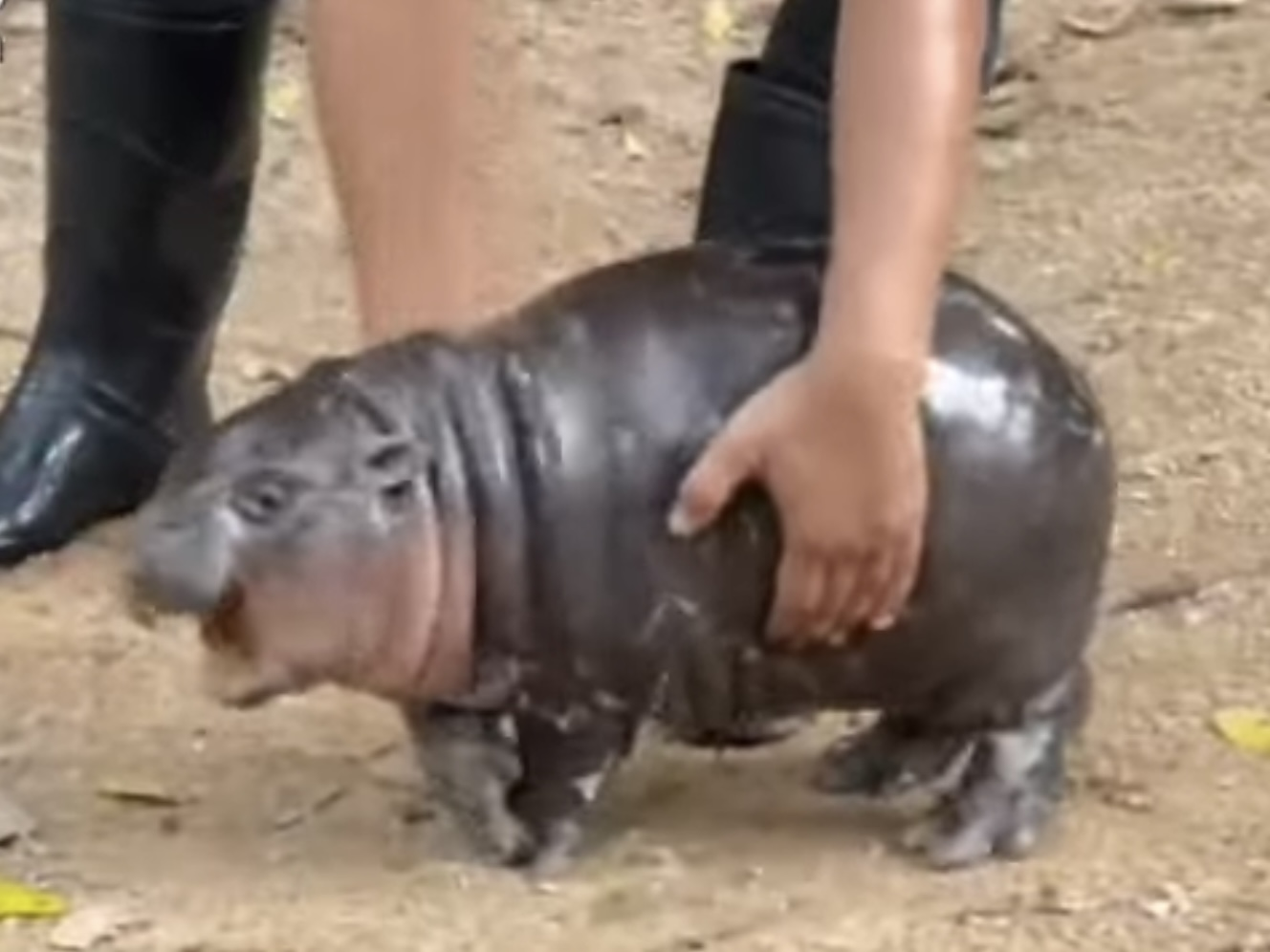
무뎅

무뎅(태국어: หมูเด้ง)은 태국 카오키여우 동물원에 있는 피그미하마이다. 2024년 7월 10일 태어났고 공개투표를 통해 이름을 정했다. 2024년 9월부터 귀여움으로 선풍적인 인기를 끌고 있다.

## 출생
무뎅은 2024년 7월 10일 부모 조난과 토니 사이에서 태어났다. ‘무뎅’이라는 이름은 2만 명이 넘는 사람들의 공개투표로 지어졌다. ‘무뎅’의 뜻은 ‘탱탱한 돼지고기 완자’라고 한다.

## 인기
카오키여우 동물원은 공식 페이스북 페이지에 하마 가족의 사진을 올렸으며, 무뎅은 빠르게 인기를 얻으며 많은 팬이 생겼다. 무뎅은 다른 하마보다 더 장난끼가 많고 활기찬 것으로 알려졌다. 무뎅의 인기에 힘입어, 동물원은 무뎅을 활용한 디자인 굿즈를 판매하고 있다.
무뎅은 귀여운 외모와 장난스러운 성격에 팬들에게 많은 인기를 얻고 있다. 카오키여우 동물원은 평소 하루에 약 9천 명이 방문하였으나 무뎅의 인기가 올라가자 하루 1만 2천여 명까지 증가하였다. 너무 많은 관람객들이 몰리자 동물원은 한 명 당 관람 시간을 5분으로 제한하였다.
9월 28일, 무뎅은 《새터데이 나이트 라이브》(Saturday Night Live)의 소재가 되었다. 〈위크엔드 업데이트〉(Weekend Update) 코너에서 보웬 양(Bowen Yang)에 의해 패러디되어, 미국 팝 아티스트 채플 론(Chappell Roan)의 명성과 정치적 참여에 대한 발언을 풍자하는 데 사용되었다.
2024년 11월, 동물원에서는 무뎅이 2024년 미국 대통령 선거에서 누가 승리할지 예측하는 의미로 도널드 트럼프와 카멀라 해리스의 이름이 새겨진 두 개의 조각 과일 요리 중 하나를 선택하는 영상을 게시하였다. 무뎅은 트럼프의 이름이 새겨진 과일을 선택하였다.